# Кравець Михайло Дементійович
Михайло Дементійович Кравець (21 листопада 1923, с. Підгірне Василівського району Запорізької області — 30 січня 1975, м. Василівка Запорізької області) — старшина Радянської Армії, учасник Другої світової війни, Герой Радянського Союзу.

## Біографія
Михайло Кравець народився 21 листопада 1923 року в селі Підгірне (нині — Василівський район Запорізькій області). Після закінчення семи класів школи працював на заводі «Запоріжсталь». У серпні 1942 року Кравець призваний на службу в Робітничо-селянську Червону Армію та направлений на фронт Великої Вітчизняної війни. До вересня 1943 року червоноармієць Михайло Кравець був розвідником розвідвзводу 183-ї танкової бригади 10-го танкового корпусу 40-ї армії Воронезького фронту. Відзначився під час битви за Дніпро.
У ніч з 21 на 22 вересня 1943 року Кравець, перебуваючи у складі розвідгрупи, провів розвідку ворожих оборонних рубежів на західному березі Дніпра в районі селища Ржищів Кагарлицького району Київської області, після чого успішно доставив отримані відомості командуванню.
Указом Президії Верховної Ради СРСР від 10 січня 1944 року червоноармієць Михайло Кравець був удостоєний високого звання Героя Радянського Союзу з врученням ордена Леніна та медалі «Золота Зірка» .
З листопада 1944 навчався в танковому училищі, але не закінчив його і в 1947 році у званні старшини був демобілізований. Повернувся на батьківщину. Спочатку керував колгоспом в Підгірному, потім працював диспетчером транспортної контори Василівського райспоживспілки. Помер 31 січня 1975 року.
Був також нагороджений орденами Трудового Червоного Прапора та Вітчизняної війни 2-го ступеня, низкою медалей.